# Alphonse Le Flaguais
Pour les articles homonymes, voir Le Flaguais.
Joseph-Alphonse Le Flaguais, né le 19 mars 1805 à Caen, où il est mort le 2 janvier 1861, est un bibliothécaire, écrivain et poète français.

## Biographie
Après ses études à l’université de Caen Le Flaguais a débuté de bonne heure dans la carrière littéraire par deux recueils intitulés : Poésies élégiaques et Mélodies françaises (1826, 2 vol. in-18), qui se ressentent de l’influence romantique.
D’autres productions, qui se sont succédé rapidement, ont attiré l’attention du public sur leur auteur et lui ont valu l’approbation et l’amitié de Chateaubriand et de Lamartine.
Il a ensuite publié : les Neustriennes (1835, in-8° ; 2e édit., 1847), chroniques et ballades rimées relatant de vieilles traditions racontées par les nourrices de Normandie aux enfants dans les soirées d’hiver. À côté des légendes se trouvent des récits historiques tels que : le Naufrage de la Blanche Nef, où l’auteur a rimé la prose des historiens. Puis viennent des impressions, des ballades et quelques poésies intimes. Dans les impressions, il chante ce qu’il a éprouvé à la vue des merveilles naturelles ou monumentales de la Normandie, comme le Mont-Saint-Michel, le Château de Falaise, la Brèche au Diable. Dans les ballades, il a cherché à rappeler la malice naïve des anciens fabliaux ; enfin, un petit nombre de poésies intimes, dont la dernière a pour titre : Adieu, ou la Sylphide, qui veut faire cesser les chants du poète en lui disant que le temps n’est pas à la poésie, mais à la science ; le poète résiste.
Il a pris rang parmi les bardes de son époque, et il a maintenu cette position par la production constante de pièces de vers : Poésies d’un jeune aveugle (1839, in-18) ; Marcel (1843, in-12), poème : Guillaume et Mathilde (1855, in-8), légendes ; et différents morceaux, insérés dans les Mémoires de l’Académie de Caen et l’Art en province.
Poète prolifique, ses volumes ne contiennent pas moins de cinquante mille vers. Il appartenait plus particulièrement, par ses travaux et la tournure de son esprit, à l’Académie des sciences, arts et belles-lettres de Caen, mais il n’en a pas moins payé, à sa manière, son tribut à l’archéologie. Il a été un précurseur en ce qu’il a le mérite d’avoir été le premier à chanter la Normandie dans son lointain passé scandinave.
Il a été conservateur honoraire de la bibliothèque de Caen, qui a prospéré sous son administration et celle de son adjoint, Trébutien. Bien que souvent invité et incité à visiter et séjourner à Paris, il a rarement quitté sa province natale. En 1850, il avait entrepris la réimpression de ses Œuvres complètes, formant quatre volumes lorsque la mort est venue le surprendre. Mort au milieu de sa famille et de nombre d’amis, ses restes ont été honorés par des funérailles publiques, le maire de Caen les autres autorités civiques et académiques, et les principaux habitants de Caen étaient présents à la cérémonie. Il était également membre de l’Institut des Provinces de France.

## Œuvres
- In memoriam. À l’abbé Léon d’Aurevilly, Caen, Impr. de Donin, 1863, 15 p.Contient : À mes deux amis Alph. Le Flaguais et G. S. Trébutien par l’abbé d’Aurevilly ; À l’abbé Léon d’Aurevilly.
- Malherbe et Laplace : ou La fête du génie, Ode, Caen ; Paris, impr. de F. Poisson et fils ; Derache, 1847, 15 p., in-8° (lire en ligne).
- Œuvres poétiques complètes de Alph. Le Flaguais, préface de Léon de La Sicotière, Paris, A. Derache, 1860.
- Marcel  (préf. Paul Delasalle), Poëme, Paris, A. Villeneuve, 1843, xi-314, 1 vol. ; in-12 (lire en ligne).
- À l’Empereur Nicolas, Caen, impr. de Vve Pagny, avril 1854, in-8°, 7 p.
- Aux enfants de la France, ode, Paris, Lance, 1830, in-8°, 14 p.
- Le Château de Falaise, poème, Caen, impr. de T. Chalopin, 1 830 in-8°, 18 p.
- Guillaume et Mathilde, légendes, Paris, Derache, 1855, in-8°, 48 p.
- Mélodies françaises et chants sacrés, Paris, Dondey-Dupré, père et fils, 1829, in-12, 252 p.
- Missolonghi, la liberté, ou les Grecs et le chant du guerrier grec, helléniennes, Paris, Mongie aîné, 1826, in-8°, 20 p.
- Les Neustriennes, chroniques et ballades, (préf. Paul Delasalle), Paris, Lance et Caen, A. Avonde, 1835, gr. in-8°, xxiii-298 p. (Imp. de Pagny, à Caen), rééd. 1844, Paris, Derache, (préf. Paul Delasalle), in-12, xii-610 p.
- Œuvres poétiques complètes  (préf. Léon de La Sicotière), Paris ; Caen, Derache ; E. Le Gost-Clérisse, 1850-1859, 4 vol. in-8°. (Imp. de F. Poisson).Tome 1 : Poésies Élégiaques, Helléniennes. Chants Neustriens, Mélodies françaises, Chants sucrés. la Fille de Jephté. Tome 2 : Noue. Mélodies françaises. Études du siècle. Pages du cœur. Tome 3 : Marcel, la Jeune Aveugle. la Légende des Femmes, Dernières poésies de jeunesse. Tome IV : Les Neustriennes, Chroniques, Légendes, Ballades et Impressions. La plupart de ces pièces ont paru séparément (tirées à petit nombre) de 1816 à 1850.
- Poésies élégiaques, Paris, C. Gosselin, 1826, in-12, 220 p.
- Le Presbytère de Saint-Martin, Caen, impr. de B. de Laporte, 1847, in-12, 11 p.
- Saint-Étienne-le-Vieux. Aux conseillers municipaux de la ville de Caen, Caen, impr. de E. Poisson, 1850, in-8°, 7 p.
- Te Deum, Caen, impr. de E. Poisson, 1855, in-8°, 8 p.
- Le Rétablissement de la statue de Louis XIV, à Caen, ode, suivie d’une visite à Versailles, Caen, T. Chalopin, 1828, gr. in-8°, 19 p.
- La Côte des Deux Amans, ballade.Pièce comprise dans les Neustriennes.
- « Les Amours de Henri II, duc de Normandie », ballade, Revue de Rouen, 1845, 2e sem., p. 295-302. Extrait des Neustriennes.
- Le Château-Gaillard, poème, Académie de Caen, 1845, p. 455-461.
- « Charlotte Corday », Revue de Rouen, 1858, p. 48-452.
- « La reine Mathilde », légende, Revue de Rouen, 1859, p. 300-308, et Société des antiquaires de Normandie, t. xii, 1850, p., t. liv-lvi.Cette légende a été réimprimée en 1855 dans l’opuscule Guillaume et Mathilde.
- L’Ancien collège du Mont, Caen, Poisson, in 12.
- St-Étienne-le-Vieux, Caen, Poisson, 1850, in-8°, 8 p.
- L’Église St-Jean de Caen, Société des antiquaires de Normandie, t. xxii, 1853, p. xi-xv.
- Guillaume et Mathilde, légendes (en vers), Paris, Derache, Imp. de Vve Pagny à Caen, 1855, in 8°, 48 p.Cet opuscule consacré à Guillaume le Conquérant et à sa femme Mathilde se termine par : le Château de Bonneville-sur-Touques, les Funérailles de Guillaume-le-Conquérant, la Tapisserie de la reine Mathilde, le Château de Caen. La pièce Guillaume-le-Conquérant est insérée dans les Mémoires de la Société des antiquaires de Normandie, t. xx, p. lxv-xxvii.
- « St-Victrice, évêque de Rouen » (en vers), Société des antiquaires de Normandie, t. xxii, 1856, p. xxiv-xxvii.
- « Science et Poésie, aux Antiquaires Normands« , (en vers), Société des antiquaires de Normandie, t. xxii, p. lxi-lxiv.
- « La Brèche-au-Diable » (en vers), Société des antiquaires de Normandie, t. xxii, p. ciii-cvii.

## Pour approfondir